# Station Coat-Guégan
Station Coat-Guégan is een spoorweghalte in de Franse gemeente Pont-Melvez. Zij wordt bediend door treinen van het netwerk TER Bretagne op het traject Guingamp - Carhaix.